# Frans Casper Snitger
Frans Casper Snitger (Alkmaar, 12 november 1724 - Groningen, 12 november 1799) was een Nederlandse orgelbouwer die met name actief was in Groningen, maar ook in Friesland, Drenthe, Overijssel en Holland. Hij bouwde zowel kerkorgels als ook secretaireorgels binnen de Noord-Duitse orgelbouwtraditie.

## Biografie
Frans Casper Snitger werd in 1724 in Alkmaar geboren als zoon van de orgelmaker Franz Caspar Schnitger (1693-1729) en Anna Margaretha Debberts (1693-1761). Hij was een kleinzoon van de bekende orgelmaker Arp Schnitger. Toen Franz Caspar Schnitger in 1729 overleed tijdens de werkzaamheden aan het orgel van de Martinikerk van Groningen, vroeg zijn weduwe de orgelmaker Albertus Antoni Hinsz (1704-1785) of hij de leiding over het werk op zich wilde nemen. In 1732 trouwde ze met Hinsz, waardoor Frans Casper een stiefzoon van hem werd.
Naarmate Hinsz ouder werd en zijn gezondheid verslechterde, nam Snitger met name onderhoudstaken van hem over. Snitger heeft nooit contracten voor nieuw- of verbouw van orgels namens zijn stiefvader ondertekend. Ook kreeg niet Snitger de dagelijkse leiding over de bouw van het instrument in Uithuizermeeden (1780-1785), maar Hinsz’ meesterknecht Matthijs Hansen Hardorff (1747-1802). Er is een niet al te lovende uitspraak van Jacob Wilhelm Lustig (1706-1796), de organist van de Martinikerk in Groningen, over Snitger bekend. Toen het orgel van Uithuizen na een verbouwing door de firma Hinsz in 1785 werd opgeleverd – een project waarbij Lustig als adviseur betrokken was geweest – drukte de stad-Groninger organist de kerkvoogden in een uitvoerige brief op het hart het instrument in het vervolg weer jaarlijks te laten onderhouden en stemmen door een orgelmaker. Hij droeg daartoe echter niet Snitger voor, maar Hinsz’ voormalige werknemer Heinrich Hermann Freytag:
Het gerenoveerd Orgel zekerlijk in een jaarkoop moetende worden aanbesteed, zo recommandeer daar toe, met uitsluiting van den goeden hals, F.C. Snitger, Monsr: H.H. Vrijdag alleen; een persoon van zonderlinge bequaamheid, die de voorspraak van yder onzydig kennen verdient.
Snitgers belang binnen de orgelmakerij van Hinsz heeft tot 1785 vooral in het onderhoudswerk gelegen. Met name na 1780 stemde Snitger veel orgels en nam hij daarvoor de bedragen in ontvangst. Toen Hinsz overleed, stond Snitger plotseling voor de zware taak om alleen een bedrijf te leiden. Hij stelde alles in het werk de uitgebreide klantenkring van zijn stiefvader intact te houden, maar dat lukte slechts ten dele. Bovendien was Snitger de zestig reeds gepasseerd en ongetrouwd gebleven. Hij ging daarom een compagnonschap aan met de veel jongere Freytag.
Vanaf 1788 komen we Snitger vrijwel zonder uitzondering tegen als orgelstemmer en ontvanger van onderhoudsgeld.
Snitger was net als zijn ouders en grootouders Luthers opgevoed. Hij ging ter kerke in de Evangelisch Lutherse kerk van Groningen en bezat daar sinds 1784 een eigen grafkelder. Daarnaast huurde hij elk jaar voor een bedrag van 2 gulden en 10 stuivers een zitplaats in de kerk. Hinsz deed jarenlang hetzelfde, zij het dat zijn zetel 3 gulden per jaar kostte. Het is tekenend dat Snitger in 1785 als nieuwe eigenaar van de orgelmakerij niet de zitplaats van Hinsz in de kerk overnam. Hinsz’ zetel werd reeds binnen een maand na diens overlijden overgetekend op naam van Freytag.
Snitger woonde in de Harderingestraat in Groningen, vlak naast het kerkgebouw van de Evangelisch Lutherse gemeente én de werkplaats van Hinsz. Het pand was eigendom van de Evangelisch Lutherse kerk. Snitger heeft dit huis tot het einde van zijn leven bewoond. Snitger werd op 18 november 1799 begraven in grafstede nummer 53 in de Evangelisch Lutherse kerk.

## Orgels
Van de orgels in de volgende kerken is bekend dat Snitger & Freytag eraan hebben gewerkt:
| jaar         | plaats          | kerk                       | beeld | manualen | registers | opmerkingen                                                       |
| ------------ | --------------- | -------------------------- | ----- | -------- | --------- | ----------------------------------------------------------------- |
| 1785         | Groningen       | Doopsgezinde kerk          |       | I/p      | 8         | nieuwbouw, H.H. Freytag en F.C. Snitger                           |
| 1785–1786    | Godlinze        | Pancratiuskerk             |       |          |           | verbouw, H.H. Freytag en F.C. Snitger                             |
| 1786         | Kampen          | Buitenkerk                 |       |          |           | reparatie, H.H. Freytag en F.C. Snitger                           |
| 1786         | Zwolle          | Lutherse Kerk              |       |          |           | reparatie, H.H. Freytag en F.C. Snitger                           |
| 1787 en 1805 | Zwolle          | Grote of Sint-Michaëlskerk |       | IV/P     | 64        | reparatie, H.H. Freytag en F.C. Snitger /reparatie, H.H. Freytag  |
| 1788         | Meeden          | Kerk van Meeden            |       |          |           | reparatie, H.H. Freytag en F.C. Snitger                           |
| 1788–1789    | Kampen          | Bovenkerk                  |       | III/P    | 46        | uitbreiding met pedaal en borstwerk, H.H. Freytag en F.C. Snitger |
| 1790–1792    | 't Zandt        | Kerk van 't Zandt          |       | II/p     | 12        | ombouw, H.H. Freytag en F.C. Snitger                              |
| 1790–1792    | Bierum          | Sebastiaankerk             |       | I/p      | 10        | nieuwbouw, H.H. Freytag en F.C. Snitger                           |
| 1791         | Sappemeer       | Doopsgezinde kerk          |       |          |           | plaatsing bestaand kabinetorgel, H.H. Freytag en F.C. Snitger     |
| 1792–1793    | Zuidhorn        | Hervormde Kerk             |       | I/p      | 12        | nieuwbouw, H.H. Freytag en F.C. Snitger                           |
| 1792         | Kampen          | Waalse Kerk                |       |          |           | reparatie, H.H. Freytag en F.C. Snitger                           |
| 1793         | Ezinge          | Kerk van Ezinge            |       | I/p      |           | plaatsing oud orgel, H.H. Freytag en F.C. Snitger                 |
| 1793         | Groningen       | Martinikerk                |       | III/P    | 47        | reparatie, H.H. Freytag en F.C. Snitger                           |
| 1793         | Roden           | Catharinakerk              |       |          |           | reparatie, H.H. Freytag en F.C. Snitger                           |
| 1794         | Leens           | Petruskerk                 |       |          |           | reparatie, H.H. Freytag en F.C. Snitger                           |
| 1793–1795    | Zuidbroek       | Petruskerk                 |       | II/P     | 28        | nieuwbouw, H.H. Freytag en F.C. Snitger                           |
| 1796–1798    | Bellingwolde    | Magnuskerk                 |       | II/p     | 17        | nieuwbouw, H.H. Freytag en F.C. Snitger                           |
| 1796         | Uithuizermeeden | Mariakerk                  |       |          |           | reparatie, H.H. Freytag en F.C. Snitger                           |
| 1798–1799    | Enkhuizen       | Zuiderkerk                 |       | II/P     | 20        | nieuwbouw rugwerk, ombouw hoofdwerk, H.H. Freytag                 |

Adema · Gebroeders Van der Aa · Jacobus Armbrost · Bakker & Timmenga · Johann Bätz · Jonathan Bätz · Joseph Binvignat · Sander Booij · Martin Butter · Van Dam · Matthijs van Deventer · Geert Pieters Dik · Johannes Duyschot · Roelof Barentszn Duyschot · Bernhardt Edskes · Marten Eertman · Gerardus Elberink · Elbertse · Antoon van Elen · Flentrop · Dirk Flentrop · Heinrich Hermann Freytag · Rudolf Garrels · Justus Geerkens · Pieter Geerkens · Gradussen · Albertus van Gruisen · Willem van Gruisen · Nicolaas van Hagen · Willem Hardorff · Hendrik Hermanus Hess · Jan van den Heuvel · Jan Adolf Hillebrand · Albertus Antoni Hinsz · Bernard Petrus van Hirtum · Nicolaas van Hirtum · Cornelis Hoornbeek · Klop Orgels & Klavecimbels · Hermanus Knipscheer · Johan Frederik Kruse · Ernst Leeflang · Lohman · Jan van Loo · Michaël Maarschalkerweerd · Pieter Maarschalkerweerd · Abraham Meere · Roelf Meijer · Michaël Mercator · Carl Friedrich August Naber · Familie Niehoff · Cornelis van Oeckelen · Petrus van Oeckelen · Detlef Onderhorst · Pels & Van Leeuwen · Pereboom & Leijser · Elbert Pluer · Radersma · Joachim Reichner  · Reil · Cornelis Rogier · Mense Ruiter · Conradus Ruprecht II · Hans Wolff Schonat · Franciscus Cornelius Smits · Frans Casper Snitger · Johannes Stephanus Strümphler · Johannes Wilhelmus Timpe · Valckx & Van Kouteren · Kam & Van der Meulen · Henk Veeningen · Matthijs Verhofstadt · Vermeulen · Verschueren · Johannes Vollebregt · Jacobus Vollebregt · Van Vulpen · Christian Gottlieb Friedrich Witte · Johan Frederik Witte · Lodewijk Ypma · Jacobus Zeemans
Zuid-Nederlands orgelbouwer (voor 1830)